# How
How – miasto w Stanach Zjednoczonych, w stanie Wisconsin, w hrabstwie Oconto.